# ASPO (Olbia)
La ASPO è l'azienda che gestisce il trasporto urbano nella città di Olbia, basata su una rete di 12 autolinee.

## Storia
L'azienda nacque nel 1977 come Azienda Municipalizzata Trasporti Urbani (AMTU), rilevando il precedente servizio svolto dalla società privata Pietrino Rasenti, precedente titolare della concessione.
Alla fine degli anni novanta, in conseguenza del mutamento dei quadri legislativi nazionale e regionale, la stessa fu gradualmente trasformata in società per azioni, assumendo l'attuale denominazione.

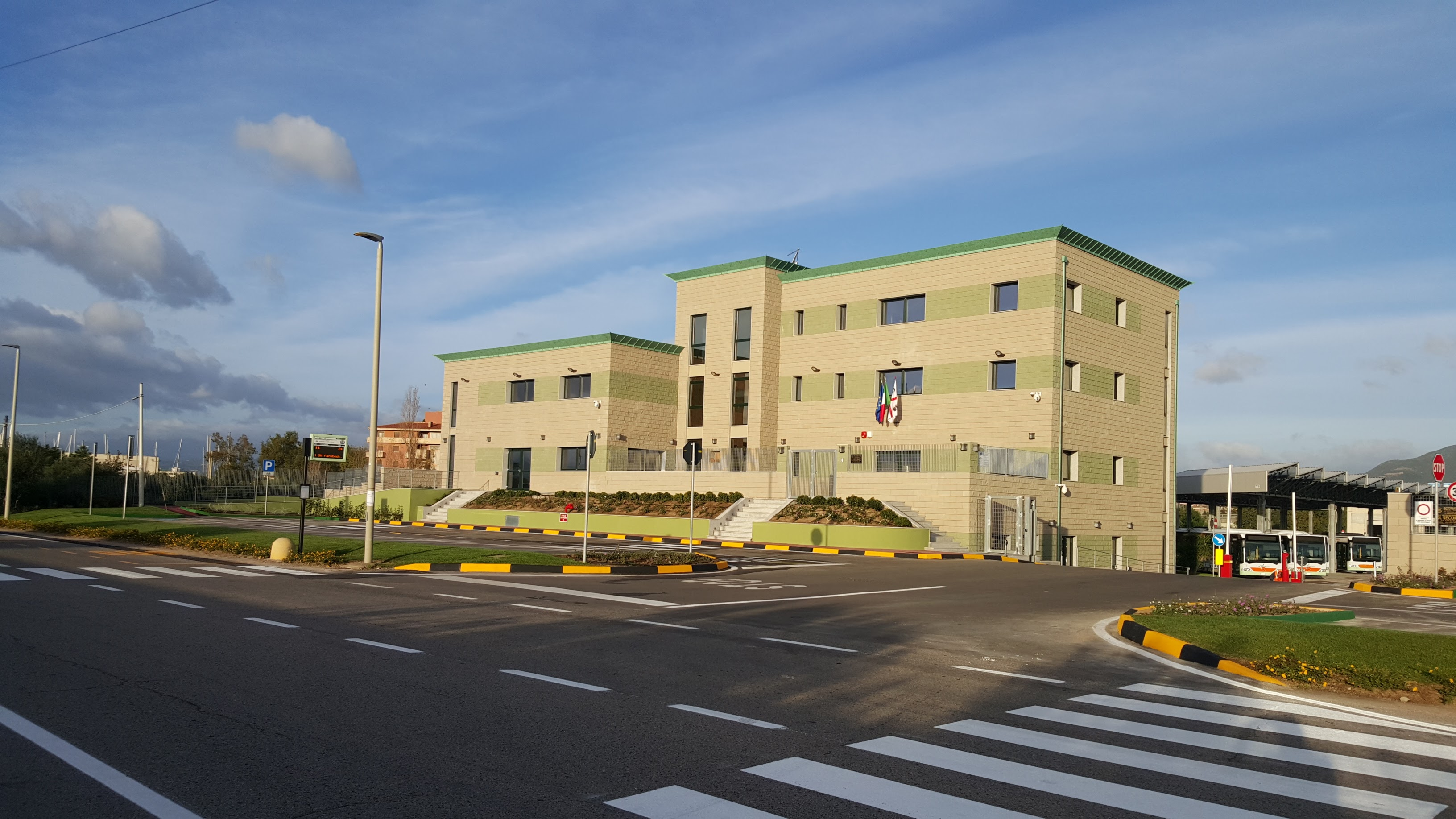
La sede amministrativa

## Settori di attività
Oltre alla gestione del trasporto pubblico locale della città di Olbia, l'azienda ASPO ha in carico la gestione del trasporto degli alunni della scuola dell'obbligo  (scuolabus), del trasporto disabili e disagiati, della manutenzione della segnaletica stradale, della Biblioteca Multimediale comunale e di alcuni parcheggi cittadini.

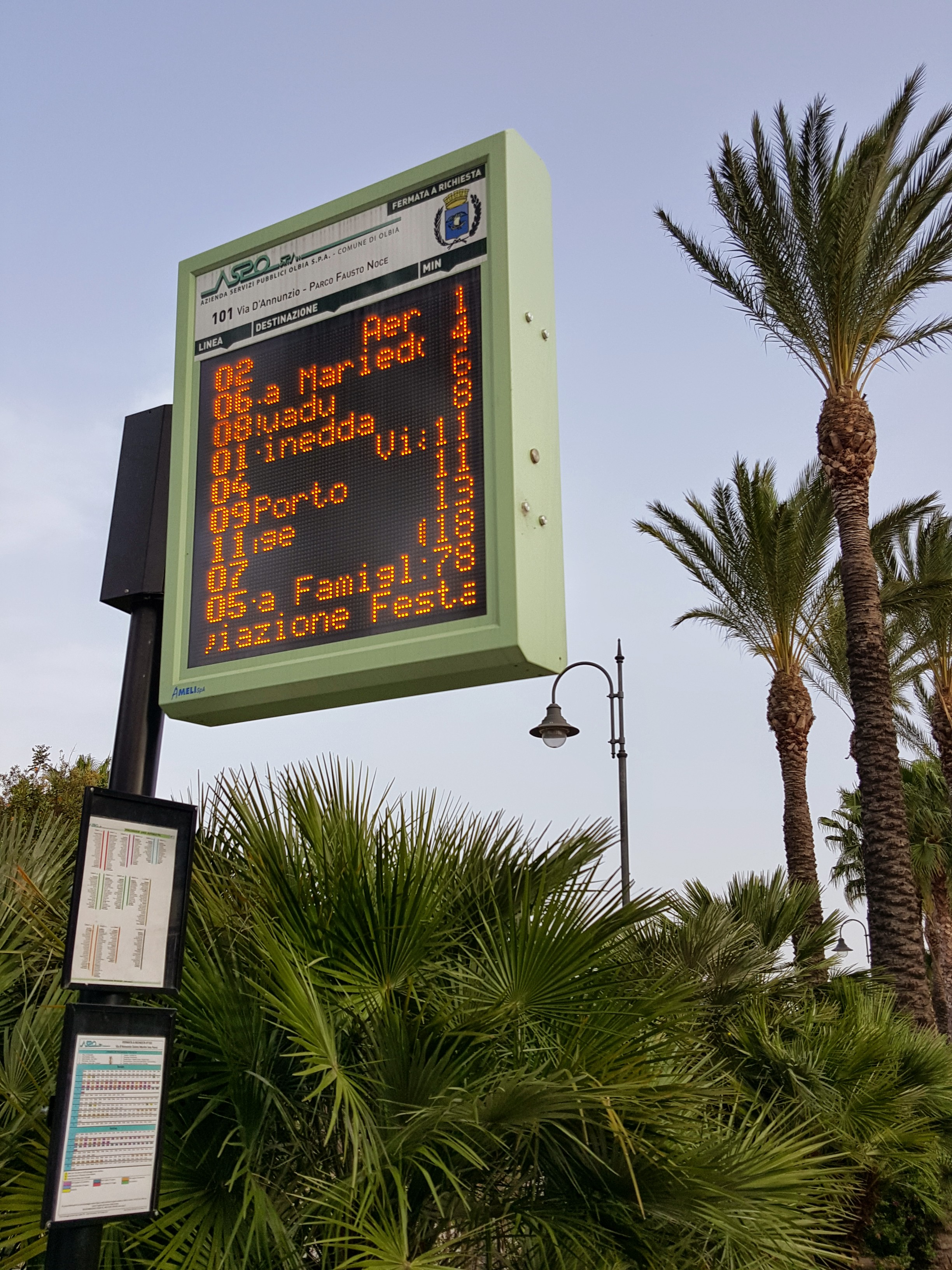
La Palina elettronica

## Dimensioni e principali indicatori
La sede dell'ASPO si trova ad Olbia, in via Indonesia, nella zona industriale della città.

### Parco veicoli
La flotta aziendale si compone di 31 autobus 13 scuolabus 4 minibus ed altri 13 veicoli.

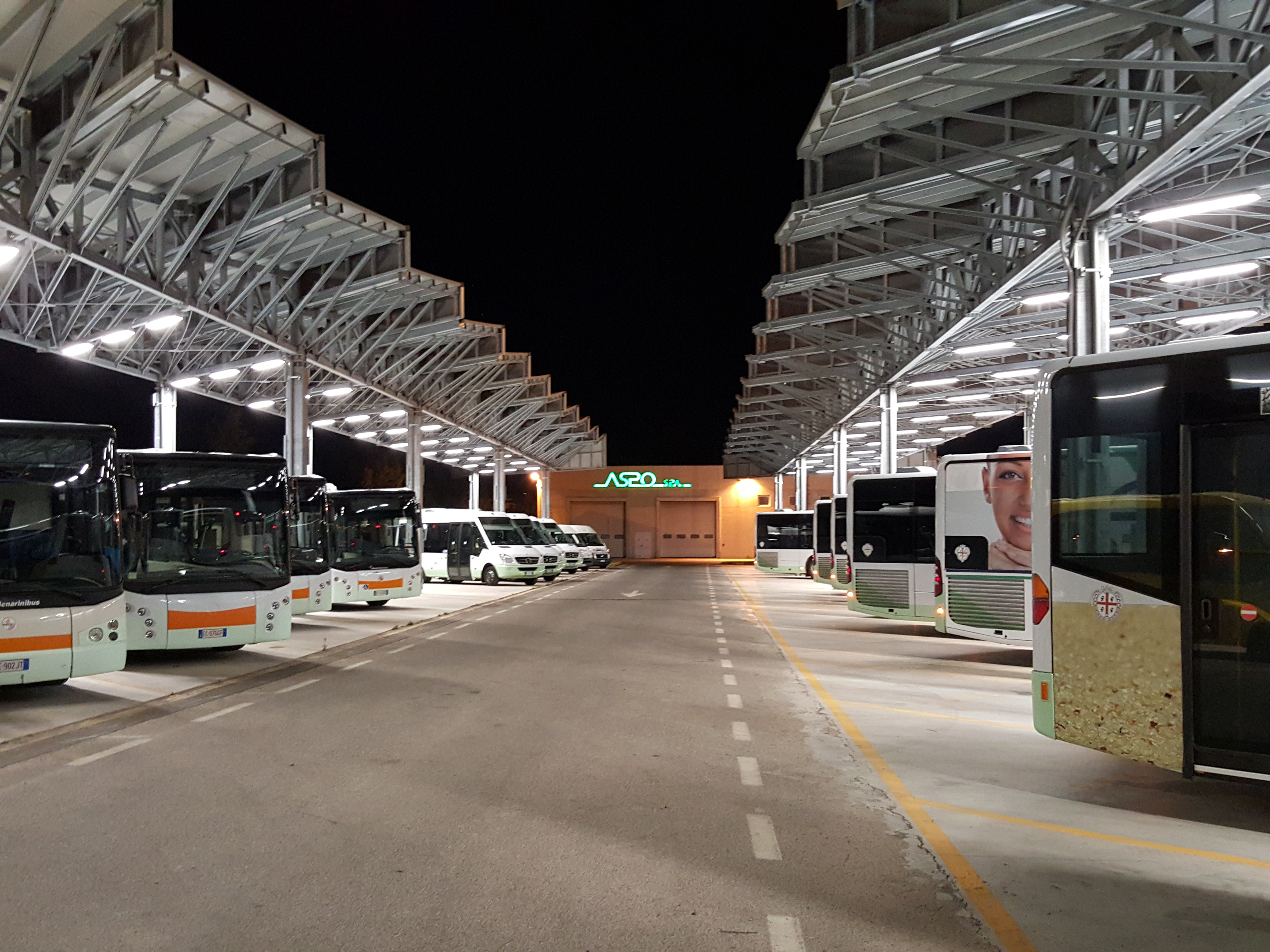
Il Deposito

### Le Linee
L'attività principale di ASPO Spa è rappresentata dal trasporto collettivo di persone e dalle attività a questo connesse: manutenzione mezzi, manutenzione impianti, verifica dei titoli di viaggio, informazioni alla clientela. La rete urbana si sviluppa su 12 linee in concessione, esercitate con un parco mezzi di 31 autobus. Il servizio è diviso in due periodi temporali, quello invernale e quello estivo, con frequenza e orari diversi in funzione della stagionalità ed ulteriormente diversificato fra giorni feriali e festivi.
LINEA 1 - (Sa Marinedda - Basa)
LINEA 2 - (Mater Olbia - Aeroporto - Quartiere Minda Noa)
LINEA 3 - (Circolare Caresi)
LINEA 4 - (Olbia - Bados)
LINEA 5 - (Porto Rotondo - Olbia - Porto Istana)
LINEA 6 - (Santa Mariedda - Santa Lucia)
LINEA 7 - (Ospedale  “San Giovanni di Dio” - Centro - Ospedale “Giovanni Paolo II”)
LINEA 8 - (San Nicola  - Poltu Quadu)
LINEA 9  - Circolare Isola Bianca (Porto Isola Bianca - Centro)
LINEA 10  - Circolare Aeroporto (Aeroporto - Centro)
LINEA  11  - Circolare Geovillage (Geovillage - Centro - Geovillage)

mappa delle linee urbane

LINEA  12  - (Olbia - Mamusi)